# ماريون بولك أنجيلوتي
ماريون بولك أنجيلوتي (بالإنجليزية: Marion Polk Angellotti)‏ (1887-1979) هي مؤلفة أمريكية.

## كتاباتها
كتبت قصصًا قصيرة لمجلات اللب مثل آدفنتشر [الإنجليزية]، والتي تتضمن العديد من القصص المستندة إلى كوندوتييرو جون هوكوود [الإنجليزية] من القرن الرابع عشر. كتبت روايتها "The Firefly of France" استنادًا إلى حياة جورج جينيمر [الإنجليزية]، وحُول إلى فيلم.
ومن رواياتها الأخرى "Sir John Hawkwood: A Tale of the White Company in Italy"، "The Three Bags"، إضافةً إلى "The Burgundian: A Tale of Old France, and Harlette"، وهي رواية تعتمد على قصتها القصيرة "hen the Devil Ruled"، والتي نُشرت في عدد أبريل 1913 من مجلة سمارت سيت.

## الحياة الشخصية
ابنة فرانك إم. أنجيلوتي [الإنجليزية] وهو قاضٍ، وزوجته إيما كورنيليا سيرلي (يُنسب خطأ أحيانًا إلى كليري)، عملت ماريون بولك أنجيلوتي عاملة مقصف متطوعة مع الصليب الأحمر الأمريكي خلال الأعوام (1918-1919)، كما كانت تعمل في مستشفى الإجلاء أثناء هجوم سان ميشيل ومع جيش الاحتلال في ألمانيا.
توفيت في أبريل 1979، عن عمر يناهز 91 عامًا، ودُفنت في حديقة بلفيو التذكارية، أونتاريو، كاليفورنيا.

## روابط خارجية
- مؤلفات Marion Polk Angellotti في مشروع غوتنبرغ
- أعمال أو نبذة عن ماريون بولك أنجيلوتي على أرشيف الإنترنت